# Vicky Cristina Barcelona
Vicky Cristina Barcelona ist eine spanisch-US-amerikanische Filmkomödie aus dem Jahr 2008. Für die Regie und das Drehbuch ist Woody Allen verantwortlich, Javier Bardem, Scarlett Johansson, Rebecca Hall und Penélope Cruz spielen die Hauptrollen. Allen erzählt eine Geschichte von Liebe und Eifersucht, von Leidenschaft und Schmerz.

## Handlung
Vicky und Cristina aus den USA wollen den Sommer in Barcelona verbringen, wo sie von Judy, einer entfernten Verwandten von Vicky, in ihr Haus eingeladen worden sind. Die dunkelhaarige Vicky und die blonde Cristina sind beste Freundinnen seit ihrer Zeit an der Universität und haben in fast allen Bereichen denselben Geschmack, außer beim Thema Liebe. Die bodenständige Vicky ist mit Doug verlobt, die impulsive Cristina jedoch liebt Leidenschaft und Abenteuer. Vicky schreibt gerade ihre Magisterarbeit über „katalanische Identität“, während Cristina nach einem selbstgedrehten 12-Minuten-Film über die Unmöglichkeit der Liebe derzeit ohne Beschäftigung ist. Beide besichtigen in der Stadt die Bauwerke Gaudís und Kunstwerke Mirós. Judy und ihr Mann Mark nehmen die beiden zu einer Vernissage mit, wo sie zum ersten Mal den Maler Juan Antonio Gonzalo sehen, der sich vor Kurzem von seiner Frau María Elena dramatisch getrennt hat. Als Vicky und Cristina später in einem gemütlichen Restaurant den Abend ausklingen lassen, kommt Juan, der mit seinen Freunden auch im Restaurant sitzt, zu ihnen an den Tisch, lädt die beiden ohne Umschweife dazu ein, mit ihm ein Wochenende in Oviedo zu verbringen und „Liebe zu machen“, womit er zunächst bei Vicky auf Ablehnung stößt. Cristina willigt jedoch ein, und Vicky kommt ihrer Freundin zuliebe mit. Nachdem sie den ganzen folgenden Tag mit Besichtigungen alter Gotteshäuser und Sehenswürdigkeiten verbracht haben, besucht Cristina Juan am Abend im Hotelzimmer und ist sichtlich auch dazu bereit, mit ihm Sex zu haben. Doch kurz bevor sie sich näherkommen können, wird ihr wegen ihres Magengeschwürs schlecht. Sie muss daraufhin den Rest des Wochenendes im Bett verbringen, so dass Juan und Vicky alleine die Ortschaft besichtigen. Vickys anfängliche Abneigung gegenüber Juan schwindet, und schon bald wächst die Anziehung zwischen beiden. Am letzten Abend, nachdem sie einem Gitarren-Solisten zugehört haben, schlafen die beiden miteinander. Schließlich fliegt das Trio zurück nach Barcelona.
Nach einiger Zeit meldet sich Juan bei Cristina telefonisch und verabredet sich mit ihr. Sie verbringen in seiner Wohnung die Nacht miteinander. Sie treffen sich nun regelmäßig und Cristina zieht bei ihm ein. Vicky trifft Juan zufällig im Park Güell und macht ihm den Vorwurf, dass er sich nach ihrer Liebesnacht nicht mehr gemeldet hat. Er begründet dies dadurch, dass Vicky bald heiraten würde. Später reist Vickys Verlobter Doug aus New York an, da er sie in Barcelona heiraten will. Vicky und Doug verbringen kurze Flitterwochen in Sevilla. Eines Nachts erhält Juan einen Anruf aus dem Krankenhaus, in dem seine Ex-Frau María Elena nach einem Selbstmordversuch behandelt wird. Er holt sie dort ab und quartiert sie bei sich in einem Gästezimmer ein. Anfangs ist Cristina irritiert und duldet die Anwesenheit von María Elena nur widerwillig. Mit der Zeit freunden sich beide jedoch an. María Elena ermuntert sie, sich intensiver der Fotografie zu widmen. Cristina akzeptiert nun sogar, dass sie mit Juan schläft, später kommen sich auch die beiden Frauen näher und es entwickelt sich eine Dreiecksbeziehung. Nach einiger Zeit fällt Cristina auf, dass sie etwas anderes will; sie beendet daraufhin die Beziehung und zieht wieder aus. Ohne Cristina nimmt die Beziehung zwischen Juan und María Elena jedoch wieder zerstörerische Züge an. Sie streiten sich wie in alten Zeiten, bis María Elena schließlich auszieht.
Nachdem Vicky zufällig beobachtet hat, wie Judy einen fremden Mann küsst, beichtet ihr diese, dass sie mit ihrem Mann Mark schon lange nicht mehr glücklich ist. Vicky erzählt ihr daraufhin von ihrer Affäre mit Juan und dass sie noch starke Gefühle für ihn hat und sich nicht mehr sicher ist, ob eine Ehe mit Doug für sie das Richtige sei. Judy, die in Vickys Erzählung sich selbst und ihr eigenes Schicksal zu erkennen glaubt, arrangiert daraufhin, dass eine Freundin Vicky und Juan zu einer Feier einlädt, damit die beiden sich erneut begegnen. Vicky will ihre Ehe jedoch nicht aufs Spiel setzen und weist Juans Annäherungsversuche zurück. Schließlich kann Juan Vicky doch noch zu einem gemeinsamen Essen am nächsten Tag überreden, danach besucht sie ihn auch noch in seiner Wohnung. Als sie sich küssen, erscheint plötzlich María Elena mit einem Revolver und beginnt zu schießen. Es kommt zu einem Handgemenge, bei dem sich ein Schuss löst und Vicky leicht an der Hand verletzt wird. Vicky erklärt die beiden für verrückt und verschwindet wieder, sie verschweigt jedoch Doug die Wahrheit. Am Ende gehen alle wieder ihrer Wege.

## Hintergrund

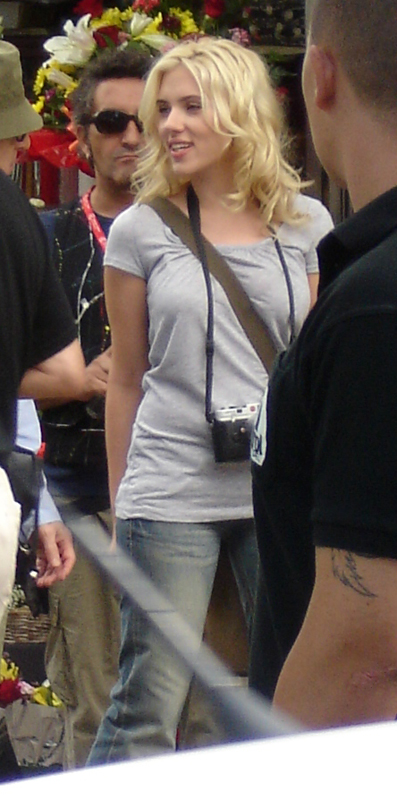
Scarlett Johansson im Juli 2007 bei den Dreharbeiten in Barcelona

Der Film wurde in Barcelona, Oviedo, Avilés und New York gedreht. In Oviedo steht seit 2003 eine Statue des Regisseurs Woody Allen, die im Film jedoch nicht zu sehen ist. Die Produktion des Films begann im März 2007. Die Dreharbeiten begannen am 9. Juli 2007 und endeten am 23. August 2007. Die Produktionskosten wurden auf 15,5 Millionen US-Dollar geschätzt. Die Stadtverwaltung von Barcelona hatte unter der Bedingung, dass der Film in Barcelona gedreht wird, die Produktionskosten vor Ort in Höhe von einer Million Euro übernommen; darüber hinaus steuerte die katalanische Regionalregierung Generalitat de Catalunya eine halbe Million Euro bei. Die Beteiligung der öffentlichen Hand an der Finanzierung des Films sorgte in Katalonien für Kritik. Nach einer Umfrage der Zeitung El Periódico erklärten sich 75 % der Bürger der Region damit nicht einverstanden. Die Weltpremiere fand am 17. Mai 2008 im Rahmen der Internationalen Filmfestspiele von Cannes statt. Es folgten Vorführungen auf diversen Filmfestivals. Kinostart in den USA war am 15. August 2008, in Spanien am 19. September, in der Schweiz am 8. Oktober, in Deutschland am 4. Dezember und in Österreich am 5. Dezember 2008. Der Film spielte in den Kinos weltweit rund 96 Millionen US-Dollar ein, davon 5,5 Millionen in Deutschland und rund 23 Millionen in den USA, wo allein am Eröffnungswochenende über 3,7 Millionen US-Dollar eingenommen wurden. Nach dem Verhältnis von Einnahmen zum Budget ist Vicky Cristina Barcelona eine der rentabelsten Produktionen Woody Allens.
Für breites Medieninteresse sorgte bereits im Vorfeld die Meldung über eine erotische Szene zwischen Scarlett Johansson und Penélope Cruz.
Der Erzähler, der durch den Film führt, ist im Originalton Christopher Evan Welch, in der deutschen Synchronisation ist Philipp Moog zu hören.

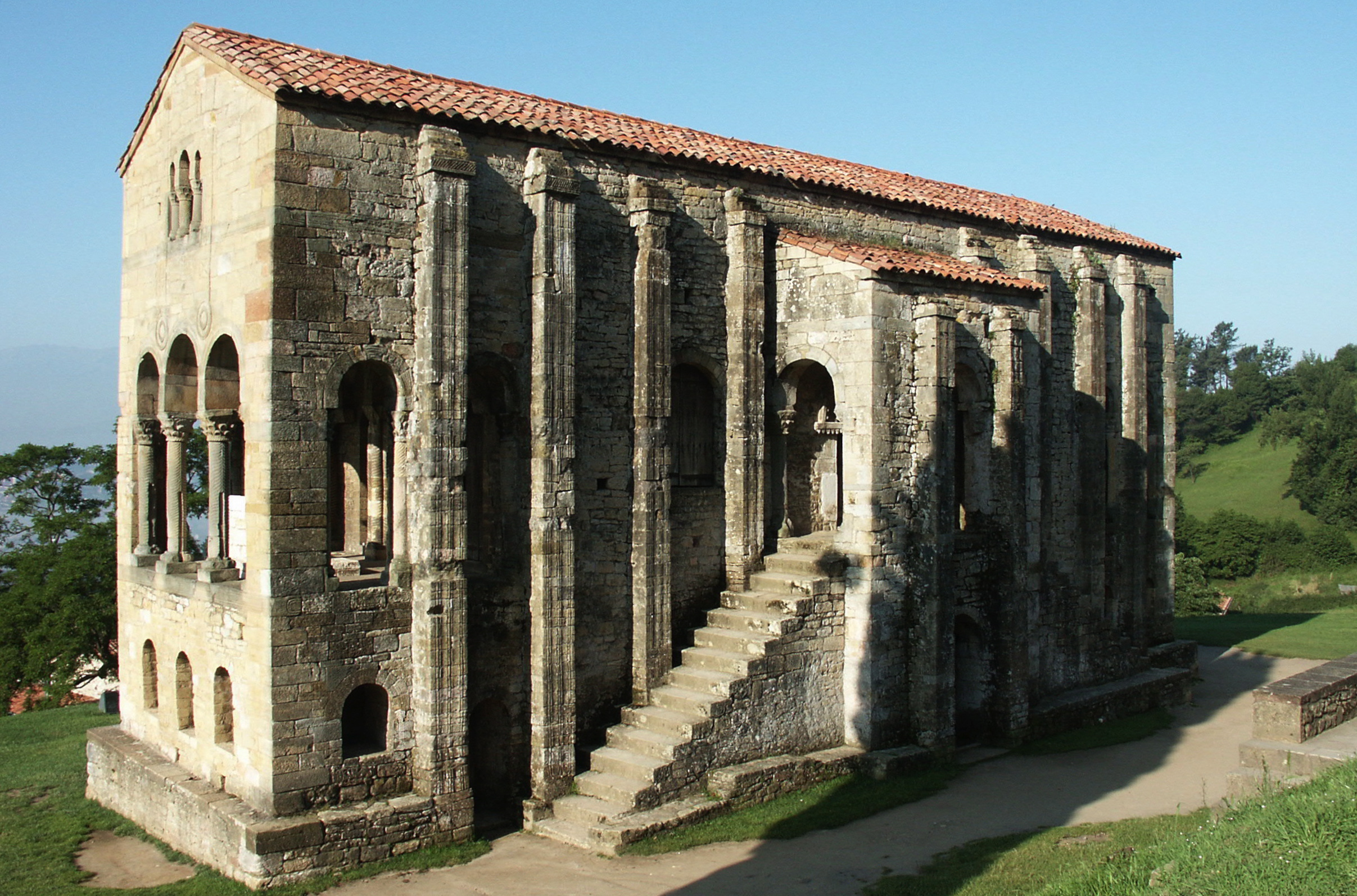
Drehort Santa María del Naranco bei Oviedo

Der Film ist nach Match Point, Scoop – Der Knüller und Cassandras Traum Woody Allens vierte europäische Produktion. In drei dieser Produktionen ist Scarlett Johansson zu sehen. Woody Allen schrieb das Drehbuch zu Vicky Cristina Barcelona für die Besetzung der Hauptrollen mit Scarlett Johansson und Javier Bardem, der die erste und einzig denkbare Besetzung für Allen darstellte. Javier Bardem und Penélope Cruz heirateten zwei Jahre nach der Produktion des Films. Joan Pera synchronisierte Woody Allen im Laufe der vergangenen 20 Jahre in diversen spanischen und katalanischen Sprachversionen von dessen Filmen und ist in Vicky Cristina Barcelona in einem Cameo-Auftritt zu sehen.
Javier Bardem, der keinen Führerschein besitzt, nahm für seine kurze Szene hinter dem Steuer extra Fahrstunden, ohne jedoch eine Fahrprüfung abzulegen.

## Synchronisation
Die deutsche Synchronisation erfolgte durch die Film- & Fernseh-Synchron mit einem Dialogbuch von Klaus Bickert, unter der Dialogregie von Joachim Tennstedt.
| Rolle                | Schauspieler                    | Synchronsprecher   |
| -------------------- | ------------------------------- | ------------------ |
| Cristina             | Scarlett Johansson              | Luise Helm         |
| Vicky                | Rebecca Hall                    | Kathrin Gaube      |
| María Elena          | Penélope Cruz                   | Constanze Alvarez  |
| Juan Antonio Gonzalo | Javier Bardem                   | Carlos Lobo        |
| Doug                 | Chris Messina                   | Manou Lubowski     |
| Judy Nash            | Patricia Clarkson               | Gertie Honeck      |
| Ben                  | Pablo Schreiber                 | Pascal Breuer      |
| Sally                | Carrie Preston                  | Christin Marquitan |
| Adam                 | Zak Orth                        | Christian Weygand  |
| Erzähler             | Christopher Evan Welch (Stimme) | Philipp Moog       |

## Rezeption
Laut Urteil des Lexikon des internationalen Films ist Vicky Cristina Barcelona ein „spritziger, amüsanter Film mit vielen burlesken Wendungen und überzeugenden Darstellern, in dem Woody Allen einmal mehr von der Unmöglichkeit der Liebe erzählt“.
Martina Knoben schrieb in der Süddeutschen Zeitung: „Allen präsentiert den Liebesreigen im Ton entspannter Ironie, mit einem allwissenden Erzähler, der schon mal einen literarischen Ton anschlägt, auch den des Groschenromans. […] Wenn Cristina und Maria Elena sich schließlich im Rotlicht einer Dunkelkammer küssen, meint man Meister Allen im Dunkeln kichern zu hören über seinen unverschämten Coup. Er hat die schönsten Frauen der Welt verpflichtet und stellt mit ihnen nun ganz unanständige Dinge an.“
Bert Rebhandl resümierte in der Tageszeitung: „Woody Allen führt Menschen vor, die nach einem Gleichgewicht suchen. Er nimmt dabei tatsächlich eine souveräne Außenposition ein, wie er durch einen Erzähler verdeutlicht, der aus dem Off die Handlung begleitet, die Figuren vorstellt und auch gelegentlich ihre Handlungen kommentiert. Das Publikum kann den Film dadurch doppelt genießen: Die Wonnen der Identifikation werden durch die Wonnen des Überblicks noch verstärkt. Man kann mit den Figuren mitleiden und weiß dabei doch, dass das ein künstliches Paradies ist, ein Urlaub in exklusiven Gemäuern, die nur für einen Mann wie Woody Allen geöffnet werden.“
Daniel Sander schrieb im Spiegel: „Lustig anzusehen sind sie, die Irrungen und Verwicklungen zwischen diesen vier schönen Menschen, die sich ganz Allen-typisch immer ein paar kluge Dinge zu sagen haben. Besonders wenn Bardem und Cruz aufeinander losgelassen werden und sich in punktlosem Maschinengewehr-Spanisch ihr Innerstes entgegen schleudern, dann bebt der Film vor Witz und Charme. […] Am Ende wirkt ‚Vicky Cristina Barcelona‘ banal und nicht zu Ende gedacht, so orientierungslos wie seine beiden Heldinnen, die irgendwann nur noch dastehen wie Idiotinnen, deren Niederlagen der Film fast höhnisch zu feiern scheint. […] Dieser Film ist wie eine Postkarte von Woody Allen, über die man sich freut, weil sie so schön ist, und dann bald wieder weglegt, weil einfach nicht viel draufsteht.“
Daniel Kothenschulte urteilte in der Frankfurter Rundschau: „Woody Allen erzählt den Film im Stil Truffauts mit einem betont sachlichen Erzähler aus dem Off. Doch mit ‚Jules und Jim‘ gibt er sich nicht zufrieden, eine Ménage à quatre sollte es schon sein. […] Alles an diesem Film ist vorhersehbar, aber was ist dagegen zu sagen? Es ist die Vorhersehbarkeit eines Weihnachtsfestes, an dem Santa Claus einmal den gesamten Wunschzettel beherzigt hat.“
In Der Freitag war von Andreas Busche zu lesen: „Woody Allen ist der Romantik sicher gänzlich unverdächtig. Dennoch überrascht sein neuer Film Vicky Cristina Barcelona mit einigen, zugegeben recht eigenwilligen Bekenntnissen zu dieser Form der Lebensauffassung. Vermutlich war die Wahl des Drehorts daran nicht unschuldig: Woody Allen in Barcelona, das ist schon eine seltsame Vorstellung. Die katalanische Lebensart zeichnet all das aus, woran es einem in die Jahre gekommenen, bitteren New Yorker Intellektuellen zu mangeln scheint. Allen bedient sich solcher kultureller Stereotypen in Vicky Cristina Barcelona reichlich, schöpft daraus aber auch eine Leichtigkeit, die man bei ihm in den letzten Jahren schmerzlich vermisst hat.“

## Auszeichnungen
Penélope Cruz – die in ihrer Nebenrolle als María Elena in den ersten 51 Filmminuten nicht auftaucht, sondern nur in den letzten 41 Minuten zu sehen ist – wurde mit zahlreichen Auszeichnungen bedacht, unter anderem mit den Preisen der Filmkritikervereinigungen von New York, Los Angeles, des National Board of Review, dem spanischen Filmpreis Goya, dem British Academy Film Award und 2009 mit dem Oscar als Beste Nebendarstellerin.
Penélope Cruz, Javier Bardem und Rebecca Hall waren 2009 für den Golden Globe nominiert, Allens Regiearbeit wurde mit dem Preis für die Beste Filmkomödie ausgezeichnet.
Die Deutsche Film- und Medienbewertung FBW in Wiesbaden verlieh dem Film das Prädikat besonders wertvoll.